# 安徽名人馆
安徽名人馆是位于安徽省合肥市滨湖新区的专题性博物馆，是中国首家地方籍名人展馆。旧馆始建于1999年，新馆建于2015年。2017年与渡江战役纪念馆整合，2020年被评为国家二级博物馆，是国家4A级旅游景区。

## 历史沿革
安徽名人馆旧馆的前身是大蜀山森林公园的蜀山画廊内的一个展馆，展出42位安徽历史名人。1999年3月启动扩建，同年9月28日开馆，展出50位清朝以前的安徽历史名人。2005年，进行维修改造，增设“名人画廊”展厅。同年，合肥市规划新馆建设，2009年9月30日于滨湖新区破土动工，2015年3月试运行，10月正式开放。新馆投资4.5亿元，建筑面积达3.8万平方米，展陈人物扩展至95组120余位。

## 展览
安徽名人馆的基本陈列为“江淮代有名人出”，分为“文明曙光中的先祖”（远古至先秦时期）、“智慧星空中的先知”（秦汉至南北朝）、“文化繁荣时的先贤”（隋唐至宋元）、“巩固金瓯中的先驱”（明朝）、“学派林立时的先进”（清朝）、“变革中探索的先导”（晚清至民国）、“烽火中前行的先锋”（民国至中华人民共和国）、“艺苑奇葩中的先伶”（安徽戏剧文化）八个主题展厅。